# Jorge II de Hesse-Darmstadt
Jorge II de Hesse-Darmstadt (17 de março de 1605 - 11 de junho de 1661) foi o governante de Hesse-Darmstadt, de 1626 até a sua morte.

## Família
Jorge II foi o quarto filho, primeiro varão, do conde Luís V de Hesse-Darmstadt e da marquesa Madalena de Brandemburgo. Os seus avós paternos eram o conde Jorge I de Hesse-Darmstadt e a condessa Madalena de Lippe. Os seus avós maternos eram o eleitor João Jorge de Brandemburgo e a princesa Isabel de Anhalt-Zerbst.

## Vida
Entre 1645 e 1648, Jorge II liderou a chamada "Hessenkrieg" contra a condessa Amália Isabel de Hesse-Cassel pela herança da extinta linha de Hesse-Marburg que acabou por ficar nas mãos de Hesse-Cassel.

## Casamento e descendência
Jorge casou-se no dia 1 de abril de 1627 com a duquesa Sofia Leonor da Saxónia. Juntos tiveram quinze filhos:
1. Luís VI de Hesse-Darmstadt (25 de janeiro de 1630 - 24 de abril de 1678), casado primeiro com a duquesa Maria Isabel de Holstein-Gottorp; com descendência. Casado depois com a duquesa Isabel Doroteia de Saxe-Gota-Altemburgo; com descendência.
2. Madalena Sibila de Hesse-Darmstadt (3 de setembro de 1631 - 6 de agosto de 1651), morreu aos dezanove anos de idade; sem descendência.
3. Jorge III de Hesse-Itter (29 de setembro de 1632 - 19 de julho de 1676), casado primeiro com a duquesa Doroteia Augusta de Schleswig-Holstein-Sonderburg-Franzhagen; sem descendência. Casado depois com a condessa Juliana Alexandrina de Leinigen-Heidesheim; com descendência.
4. Sofia Leonor de Hesse-Darmstadt (7 de janeiro de 1634 - 7 de outubro de 1663), casada com o conde Guilherme Cristóvão de Hesse-Homburgo; com descendência.
5. Isabel Amália de Hesse-Darmstadt (20 de março de 1635 - 4 de agosto de 1709), casada com o eleitor Filipe Guilherme do Palatinado; com descendência.
6. Luísa Cristina de Hesse-Darmstadt (5 de fevereiro de 1636 - 11 de novembro de 1697), casada com Cristóvão Luís I de Stolberg; com descendência.
7. Ana Maria de Hesse-Darmstadt (nascida e morta em 1637).
8. Ana Sofia de Hesse-Darmstadt (17 de dezembro de 1638 - 13 de dezembro de 1683), abadessa de Quedlimburgo; sem descendência.
9. Amália Juliana de Hesse-Darmstadt (nascida e morta em 1639)
10. Bebé morta
11. Henriqueta Doroteia de Hesse-Darmstadt (14 de outubro de 1641 - 22 de dezembro de 1672), casada com o conde João II de Waldeck-Pyrmont; sem descendência.
12. João de Hesse-Darmstadt (nascido e morto em 1643)
13. Augusta Filipina de Hesse-Darmstadt (29 de dezembro de 1643 - 4 de fevereiro de 1672), morreu aos vinte e oito anos; sem descendência.
14. Inês de Hesse-Darmstadt (nascida e morta em 1645)
15. Maria Edviges de Hesse-Darmstadt (26 de novembro de 1647 - 19 de abril de 1680), casada com o duque Bernardo I de Saxe-Meiningen; com descendência.